# Дэвис, Рональд (художник)
Рональд Дэвис (англ. Ronald Davis; род. 29 июня 1937, Санта-Моника, Калифорния) — американский художник-абстракционист, известный работами в направлениях геометрической абстракции, абстрактного иллюзионизма, лирической абстракции, живописи жёстких контуров, живописи фигурного холста, живописи цветового поля и трёхмерной компьютерной графики. Участвовал в почти семидесяти персональных и сотнях групповых выставок.

## Биография
Родился в Санта-Монике, штат Калифорния. Детские годы провёл Шайенне, штат Вайоминг. В 1955—1956 году учился в Вайомингском университете. В 1959 году в возрасте 22 лет увлекся живописью. В 1960—1964 году учился в Институте искусств Сан-Франциско. Сильное влияние на становление художника оказал господствовавший в те годы абстрактный экспрессионизм. В 1962 году Дэвис получил грант Йель-Норфолкской летней школы. В 1963 году Дэвис обратился к направлениям живописи жёстких контуров, геометрической абстракции и оптического искусства, и к 1964 году его работы были показаны в крупных музеях и галереях. С 1965 по 1971 год жил и работал в Лос-Анджелесе. с 1972 по 1990 год — в Малибу, Калифорния. В 1991 году переехал в Арройо-Хондо, штат Нью-Мексико, в пригороде Таоса.

## Карьера
С самого начала карьеры художника в середине 1960-х годов Рональд Дэвис стал влиятельной фигурой в современной абстрактной живописи. Искусствовед Майкла Фрида писал в те годы: «Рон Дэвис — молодой калифорнийский художник, чьи новые картины, недавно показанные в галерее Tibor de Nagy в Нью-Йорке, являются одними из самых значительных произведений за последние несколько лет и ставят его в один ряд со Стеллой и Баннардом на передний край поколения». Первая персональная выставка работ Дэвиса прошла в галерее Николаса Уайлдера в Лос-Анджелесе в 1965 году.
Барбара Роуз опубликовала подробное эссе о картинах Рональда Дэвиса 1960-х годов в каталоге, сопровождавшем выставку Dodecagon Series, проведённую в 1989 году в Лос-Анджелесе. Среди прочего, Роуз отмечала: «Дэвис нашел способ использовать наработки в области перспективы и прозрачные панели The Large Glass Дюшана в области живописи. Вместо стекла он применил стеклопластик, чтобы создать поверхность, которая была бы одновременно прозрачной и отделенной от любой иллюзии реальности. Поскольку используемые Дэвисом цветные пигменты смешиваются с жидкой смолой и быстро затвердевают, можно наносить несколько цветных слоев, не превращая их в грязь. По сути, это инверсия технологии старых мастеров, за исключением того что цвет наносится с другой стороны поверхности. Единственный из современников, Рональд Дэвис в равной степени был озабочен традиционными проблемами живописи: пространством, масштабом, деталями, цветовыми отношениями и иллюзиями, поскольку жил в Калифорнии, связанной с высокотехнологичным производством и промышленными материалами. Как примирить буквальный объект, созданный с использованием новейших технологий, с трансцендентальной метафорой — эта проблема занимала его в течение шестидесятых годов».

В письме в галерею Тейт, которая приобрела картину 1968 года Vector, Дэвис описал технику, которую начал использовать в 1966 году: 
 Стеклопластик и мат заменили холст в качестве основы для цветной смолы (краски). Краска наносилась кистью на лист с формой из воска, расположенный лицом вниз. Ближайший к зрителю иллюзорный план был частично заклеен клейкой лентой и прорисован первым, а самый дальний — последним. Слои стеклопластика, пропитанные смолой, приклеивались с обратной стороны картины. Готовая картина была очищена от воска и отполирована.
В статье для журнала Artforum в 1970 году художник и искусствовед Уолтер Баннард оценил работу коллеги: «Хотя Дэвиса мучают идеи „серий“ и он ещё не овладел врожденной монументальностью своего стиля, он молод и полон вдохновения, и его талант будет развиваться естественно». С 1966 по 1972 год Рон Дэвис создавал геометрические и иллюзионистские картины, используя полиэфирные смолы и стеклопластик. О картинах Дэвиса конца 1960-х годов в эссе, сопровождающем ретроспективную выставку «Сорок лет абстракции» в Институте американского искусства им. Батлера в 2002 году, художник-абстракционист Ронни Лэндфилд писал: «Десятигранники 1968—1969 годов остаются одними из самых визуально ошеломляющих, смелых и интеллектуально интересных работы, выполненных художниками-абстракционистами во второй половине двадцатого века».
В 1966 году Дэвис работал преподавателем в Калифорнийском университете в Ирвайне. В том же году он провел свою первую персональную выставку в галерее Tibor de Nagy в Нью-Йорке. В 1968 году состоялась персональную выставка в галерее Лео Кастелли.
Работы Дэвиса находятся в коллекциях Нью-Йоркского музея современного искусства, галерее Тейт в Лондоне, Музея искусств округа Лос-Анджелес и Чикагском институте искусств. Он был удостоен премии Национальной благотворительного фонда искусств. С 1990-х годов Дэвис работает в области цифровой живописи и цифрового искусства.